# Katarina Waters
Katarina Leigh Waters (ur. 10 listopada 1980 w Lüneburgu) – amerykańsko-angielska wrestlerka, urodzona w Niemczech. Występowała w amerykańskiej federacji Total Nonstop Action Wrestling (TNA) pod pseudonimami ringowymi Winter i Katarina, jak również w World Wrestling Entertainment (WWE) jako Katie Lea Burchill. Wiele lat spędziła na scenie niezależnej, szczególnie w federacji Frontier Wrestling Alliance pod pseudonimem Nikita.
Po podpisaniu kontraktu z WWE szlifowała umiejętności w federacji rozwojowej – Ohio Valley Wrestling. Dwukrotnie zdobyła tam mistrzostwo kobiet, zanim dołączyła do głównego rosteru. W kwietniu 2010 r. została zwolniona z WWE, po czym w sierpniu tego samego roku rozpoczęła pracę w TNA. Sięgnęła tam jednokrotnie po tytuł TNA Knockouts Tag Team z Angeliną Love w grudniu 2010 r. oraz dwukrotnie po TNA Knockouts Championship w czerwcu i sierpniu 2011 r.

## Życie osobiste
Waters urodziła się i dzieciństwo spędziła w Niemczech, by później przeprowadzić się do Wielkiej Brytanii, tam też uczyła się. Płynnie mówi po niemiecku i angielsku.
Gdy dołączyła do FWA, związała się z Alexem Shane. Choć związek nie przetrwał próby czasu, pozostali przyjaciółmi i w dalszym ciągu mieszkali razem w Londynie. Poza wrestlingiem, Waters zagrała niewielkie role w filmach "Welcome to Hell" i "Tough Justice". Pojawiła się również, wespół z Shelly Martinez, w teledysku do piosenki zespołu Electrolightz pt. "Miss Outta Control".

## Mistrzostwa i osiągnięcia
- British Empire Wrestling
  - British Empire Woman’s Championship (1 raz)
- British Independent Circuit
  - British Women’s Championship (3 razy)
- Family Wrestling Entertainment
  - FWE Women’s Championship (1 raz)
- Hoodslam
  - GLAM Championship (1 raz)
  - GLAM Championship Tournament (2020)
- Maverick Pro Wrestling
  - MPW Women’s Championship (2 raz)
- Ohio Valley Wrestling
  - OVW Women’s Championship (2 razy)
- Pro Wrestling Illustrated
  - PWI umieściło ją na 18. miejscu rankingu wrestlerek PWI Top 50 w 2012 r.
- Queens of Chaos
  - World Queens of Chaos Championship (1 raz)
- Total Nonstop Action Wrestling
  - TNA Knockouts Championship (2 razy)
  - TNA Knockouts Tag Team Championship (1 raz) – z Angeliną Love
  - TNA Knockouts Tag Team Championship Tournament (2010) – z Angeliną Love
- Trans-Atlantic Wrestling
  - TWC Women’s Championship (1 raz)
- World Independent Ladies Division Wrestling
  - WILD World Championship (1 raz)
  - WILD Warrior of the Year (2011)
  - WILD Match of the Year (2011) przeciwko Terrze Calaway